# Ohio Valley Wrestling
Ohio Valley Wrestling (OVW) to amerykańska niezależna federacja wrestlingu działająca w Louisville, Kentucky. Właścicielem federacji jest Al Snow. Federacja w przeszłości należała do National Wrestling Alliance (jako NWA Ohio Valley Championship Wrestling). Miało to miejsce w latach 1998–2000, do momentu gdy OVW stało się oficjalnym terytorium rozwojowym World Wrestling Entertainment, którym było nieprzerwanie do 7 lutego 2008. Od listopada 2011 roku do 2013 roku była to rozwojówka TNA, gdzie współpraca została wznowiona w 2019 roku.

## Roster

### Wrestlerzy
| Ringowy pseudonim | Prawdziwe imię      | Notes                             |
| ----------------- | ------------------- | --------------------------------- |
| Adam Revolver     | Jared Pridgin       | [ 1 ]                             |
| Big Beef          | Nieznane            |                                   |
| Big Zo            | Cowann Owens        | [ 2 ]                             |
| Boy Toy Troy      | Nieznane            |                                   |
| Buzz Bucklund     | Nieznane            |                                   |
| Carson Drake      | Nieznane            |                                   |
| Ca$h Flo          | Mike Walden         |                                   |
| Crixus            | Luke Scoular        | [ 3 ]                             |
| Dalton McKenzie   | Nieznane            |                                   |
| Deget Bundlez     | Nieznane            |                                   |
| D'Mone Solavino   | Nieznane            |                                   |
| Donovan Cecil     | Nieznane            |                                   |
| Doug Basham       | Lyle Douglas Basham | OVW National Heavyweight Champion |
| Dustin Jackson    | Nieznane            | OVW Media Champion                |
| EC3               | Michael Hutter      | [ 4 ]                             |
| Jack Vaughn       | Nieznane            | [ 5 ]                             |
| Jake Lawless      | Nieznane            | OVW Tag Team Champion             |
| Jared Kripke      | Nieznane            |                                   |
| Jay DeNiro        | Nieznane            |                                   |
| Justice Davis     | Unknown             |                                   |
| Luke Kurtis       | Nieznane            | [ 6 ]                             |
| Luscious Lawrence | Lawrence Key Jr.    | [ 7 ]                             |
| Mahabali Shera    | Amanpreet Randhawa  | [ 8 ]                             |
| Manny Domingo     | Luis Garcia         |                                   |
| Maximo Suave      | Nieznane            |                                   |
| Mt. Kadeem        | Nieznane            | OVW Heavyweight Champion          |
| Omar Amir         | Omar Amir           | [ 9 ]                             |
| PJ Jones          | Nieznane            |                                   |
| Prime Jackson     | Nieznane            |                                   |
| Ryan Von Rockit   | Ryan Howe           | [ 10 ]                            |
| Showtime Shanklin | Nieznane            |                                   |
| Star Rider        | Nieznane            | [ 11 ]                            |
| Super Z           | Nieznane            | OVW Rush Division Champion        |
| Tony Evans        | Nieznane            |                                   |
| Tony Gunn         | Anthony Gunn        | [ 12 ]                            |
| Truth Magnum      | Shiloh Mount        | [ 13 ]                            |
| Turbo Floyd       | Randy Kaufman       | [ 13 ]                            |
| TW3               | Thomas Sinkfield    |                                   |
| Ty Vance          | Nieznane            |                                   |
| Will Austin       | Nieznane            |                                   |
| Von Rockit        | Ryan Howe           | OVW Tag Team Champion             |

### Wrestlerki
| Ringowy pseudonim | Prawdziwe imię   | Notes                |
| ----------------- | ---------------- | -------------------- |
| Angelica Risk     | Nieznane         |                      |
| Arie Alexander    | Nieznane         |                      |
| Crystal White     | Nieznane         |                      |
| Dream Girl Ellie  | Ellie Hile       |                      |
| Freya the Slaya   | Sarah States     |                      |
| Hollyhood Haley J | Haley James      | [ 14 ]               |
| Ladybird          | Samantha Seibold |                      |
| Leela Feist       | Unknown          |                      |
| Leila Grey        | Catherine Curtis |                      |
| Shalonce Royal    | Shalandra Royal  |                      |
| Sophia Rose       | Sophia Gedgaudas | OVW Women's Champion |
| Tiffany Nieves    | Nieznane         |                      |